# Friedrich von Spörcken

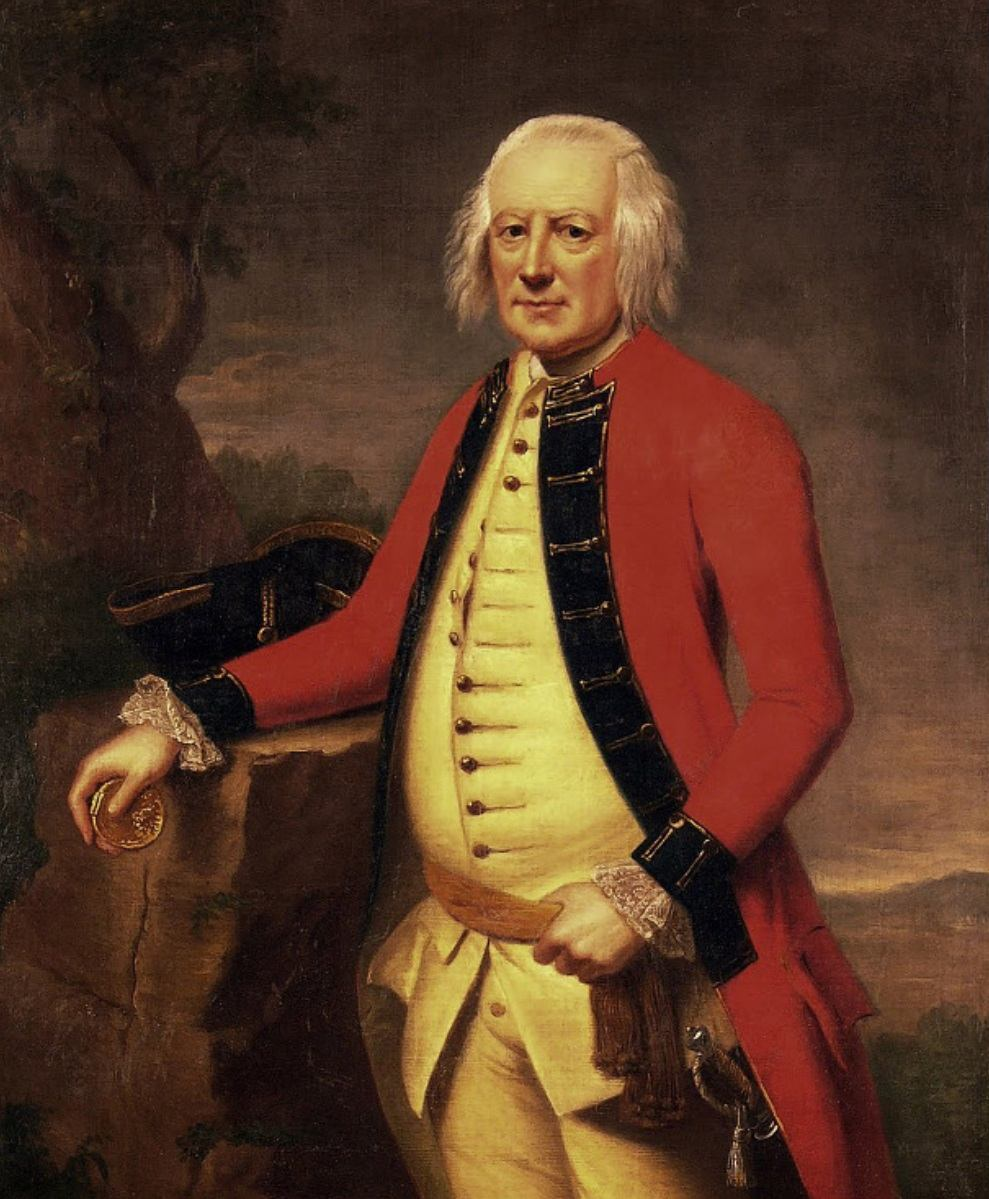
Friedrich von Spörcken (um 1770)

August Friedrich von Spörcken (* 28. August 1698 in Harburg; † 13. Juni 1776 zu Hannover) war ein kurfürstlich braunschweig-lüneburgischer Feldmarschall und kommandierender General im Siebenjährigen Krieg.

## Leben

### Familie
August Friedrich von Spörckens Familie entstammte „dem Hause Suschendorf und Wendewisch“. Von Spörckens Vater Georg Friedrich von Spörcken war Landdrost zu Harburg, seine Mutter Anna Elisabeth von der Schulenburg (1673–1725) eine Schwester des venezianischen Feldmarschalls Matthias Johann von der Schulenburg. Sein Bruder Rudolph von Spörcken (1696–1766) war Kammerherr und Gesandter von König Georg III. von Großbritannien. Dessen Tochter Charlotte Louise von Spörcken (* 1733 Den Haag; † 1816 Hamburg) heiratete 1763 Seneca Inggersen, sein Sohn Simon Friedrich Adolph von Spörcken (1729–1784) am selben Tag dessen Tochter Gertruyda Johanna (1744–1802).

### Die jungen Jahre
Sorgfältig und im Geschmack an Beschäftigung mit den Wissenschaften erzogen, trat von Spörcken 1715 beim 3. Infanterieregiment „von Gauvain“ als Fähnrich in den Militärdienst, wurde 1716 als Leutnant in das Garderegiment nach Hannover versetzt und rückte, durch Familienverbindungen in seiner Laufbahn sehr gefördert, bereits 1733 zum Oberstleutnant auf. Der Wunsch, seine theoretischen Kenntnisse in den Kriegswissenschaften durch die Teilnahme an Feldzügen zu vervollständigen, bewog ihn zu der Bitte, den kriegerischen Ereignissen, welche in den Jahren 1734 und 1735 aus Anlass des Streites um die polnische Thronfolge am Rhein vorfielen, als Freiwilliger bei den unter den Befehlen des Generals du Pontpietin dorthin gesandten hannoverschen Truppen beiwohnen zu dürfen. Als der Friede geschlossen war, kehrte er in die Heimat zurück.
Der Kampf um die österreichische Erbfolge brachte ihm im Jahre 1740 zum ersten Mal Gelegenheit zu selbsttätiger Teilnahme am Krieg. 1742 wurde er Oberst und Kommandeur eines Regiments zu Fuß. An der Spitze desselben marschierte er im Herbst 1742 zunächst nach Brabant, von wo die sogenannte pragmatische Armee in Frankreich einrücken sollte, im Frühjahr des nächsten Jahres aber, nachdem König Georg II. den Oberbefehl selbst übernommen hatte, an den Main und war hier am 27. Juni 1743 bei der siegreichen Schlacht von Dettingen zugegen. Die hannoverschen Truppen wurden dann auf den Kriegsschauplatz in den Niederlanden versetzt, wo von Spörcken bis zum Jahre 1748 verblieb. An der Spitze seines Regiments (in Wirklichkeit war es nur ein Bataillon) kämpfte er hier in den Schlachten von Fontenoy (11. Mai 1745), Rocour (11. Oktober 1746) und Lauffeld (2. Juli 1747). Ein Schuss durch die Brust, den er bei Fontenoy davontrug, hielt ihn neun Monate dem Feldzugsleben fern, bei Rocour wurde er durch eine Flintenkugel am Hals contusionirt. 1745 war er zum Brigadier, einer Rangstufe zwischen Oberst und General, 1747 zum Generalmajor befördert. Als am 18. Oktober 1748 der Frieden geschlossen war, führte von Spörcken sein Regiment nach der Stabsgarnison Münden zurück.
Von Spörcken vermählte sich 1729 mit einer Gräfin Kielmansegg, welche 1731 bei der Geburt ihres einzigen Sohnes aus dem Leben schied. Als Hauslehrer des letzteren, welcher 1755 als Legationsrat starb, weilte 1741/42 der nachmalige Abt Jerusalem in Spörckens Hause zu Hannover.
Über die Kampagnen des österreichischen Erbfolgekrieges in Brabant und am Rhein schrieb von Spörcken ein französisches Diarium, dessen Titel in dem Bibliothekskatalog der königlich hannoverschen Artilleriebrigade verzeichnet ist; im Besitz des Familienarchivs zu Lüdersburg befinden sich fünf von den vorhanden gewesenen acht Heften dieser Arbeit.
Sein jüngerer Bruder, Moritz August Freiherr von Spörcken, geboren 1711, trat 1746 aus hannoverschen Diensten als Oberst in das kursächsisch-polnische Heer, war bei Ausbruch des Siebenjährigen Krieges Generalmajor und Generaladjutant, und schloss am 16. Oktober 1756 mit dem preußischen Generalleutnant Hans Karl von Winterfeld die Übereinkunft ab, kraft deren die Veste Königstein auf die Dauer des Krieges für neutral erklärt wurde. Er war auch Oberstall- und Küchenmeister.

### Siebenjähriger Krieg
Einen größeren Wirkungskreis brachte ihm die Tätigkeit, zu der sein Dienstalter ihn im Siebenjährigen Krieg berief. Er war bald nach Beginn des Krieges der älteste unter den hannoverschen Offizieren und hatte daher häufig größere Heeresabteilungen selbständig zu befehligen. Dass er die dazu nötigen Fähigkeiten besessen habe und den an ihn zu stellenden Anforderungen allezeit gerecht geworden sei, darf nicht behauptet werden. In der Schlacht ließen seine Leistungen mitunter zu wünschen übrig, bei Erledigung anderer ihm gestellter Aufgaben benahm er sich nicht ungeschickt. Der vertraute Geheimschreiber des Oberbefehlshabers, des Herzogs Ferdinand von Braunschweig, Westphalen, dessen Urteil über die dem Herzog unterstellten Generale fast allgemein ein sehr ungünstiges ist, nennt ihn in seiner Geschichte der Feldzüge des Herzogs Ferdinand von Braunschweig-Lüneburg, Berlin 1859, « bête » (2. Teil, S. 375), « indolent » (2. Teil, S. 570), und spricht von seinem « babil » (2. Teil, S. 376); er urteilt, als es sich um von Spörcken oder Oberg (A.D.B. XXIV, 90) handelt: „Der Eine ist so schlecht wie der Andere, es ist indeß wahr, dass Oberg besser ist als Spörcken“, und meint, als im Mai 1758 von Spörcken einer Rangstreitigkeit wegen ein Abschiedsgesuch eingereicht hat, dass es zu bedauern sein würde, wenn der König dasselbe nicht genehmigte; Riedesel (A.D.B. XXVIII, 531) nennt (5. Teil, S. 523) von Spörcken in einem am 4. Juli 1761 aus Detmold an den Herzog geschriebenen Briefe « le plus honnête homme du monde », indem er hinzufügt « mais les differents conseilles, rapports et discours mettent tout en confusion ». Wie es Friedrich der Große bei einigen seiner Feldherren tat, so gab auch der Herzog dem General von Spörcken mehrfach, wenn dieser selbständige Entschließungen zu fassen hatte, jüngere Offiziere bei, so seinen eigenen Adjutanten, den Leutnant, später Major von Bülow und, nachdem dieser im Herbst 1761 gestorben war, den Ingenieuroberstleutnant Georg Josua du Plat.
Schon vor Beginn der Feindseligkeiten des Siebenjährigen Krieges gehörte von Spörcken, seit 1754 Generalleutnant, zu dem Truppenkorps, welches unter dem Kommando des Generals von Sommerfeld 1756 nach England ging, um gegen eine dort gefürchtete französische Landung verwendet zu werden; bald nach der im Frühjahr 1757 erfolgten Rückkehr brach auf dem nordwestlichen Schauplatz der Krieg aus. Der erste Abschnitt desselben verlief sehr ungünstig. Der Oberbefehlshaber, Herzog August Wilhelm von Cumberland, führte nach der Schlacht bei Hastenbeck (26. Juli) sein Heer in das Bremensche und ging hier die Konvention von Zeven ein, deren Abschluss für die hannoverschen Truppen von Spörcken vollzog. König Georg II. verweigerte seine Zustimmung, berief den Herzog ab und gab Befehl, die Feindseligkeiten zu erneuern. Die in Stade versammelten Minister sollten über die zu diesem Zwecke zu ergreifenden Maßregeln beraten; zu ihren Verhandlungen wurden die Generale von Zastrow und von Spörcken herangezogen. Die am 23. November erfolgte Ankunft des vom König als Oberbefehlshaber erbetenen Herzogs Ferdinand von Braunschweig verhalf diesen Absichten rasch zu tatkräftigem Vollzug. In der vom Herzog ausgegebenen Ordre de Bataille finden wir von Spörcken als Kommandeur des 2. Treffens (18 Bataillone, 18 Schwadronen) und bei dem ersten vom Herzog geleiteten Unternehmen, dem Angriff auf die feindliche Stellung bei Celle, führte er mit Geschick verschiedene Aufträge selbständig aus. Bei dem im Februar 1758 angetretenen Vormarsch gegen den Rhein erhielt er das Kommando der rechten Kolonne, bei welcher der Herzog sich befand, und bei einer nach dem Überschreiten der Weserlinie angeordneten Neueinteilung des Heeres das der linken Kolonne, aus 13 Bataillonen, 16 Schwadronen bestehend, welche in 3 Divisionen gegliedert waren. Am 8. Juni führte er die ihm unterstellten Truppen bei Rees über den Rhein. Am 23. folgte die Schlacht bei Krefeld. Von Spörcken befehligte den linken Flügel des Heeres. Es wird ihm hier mit Recht der Vorwurf gemacht, dass er sich zu sehr an den Wortlaut des Angriffsplanes gehalten und versäumt habe, durch energisches Eingreifen den Sieg zu einem vollständigeren zu machen, als ohnehin erfochten wurde. Im Laufe des Sommers wurde er zum General der Infanterie befördert.

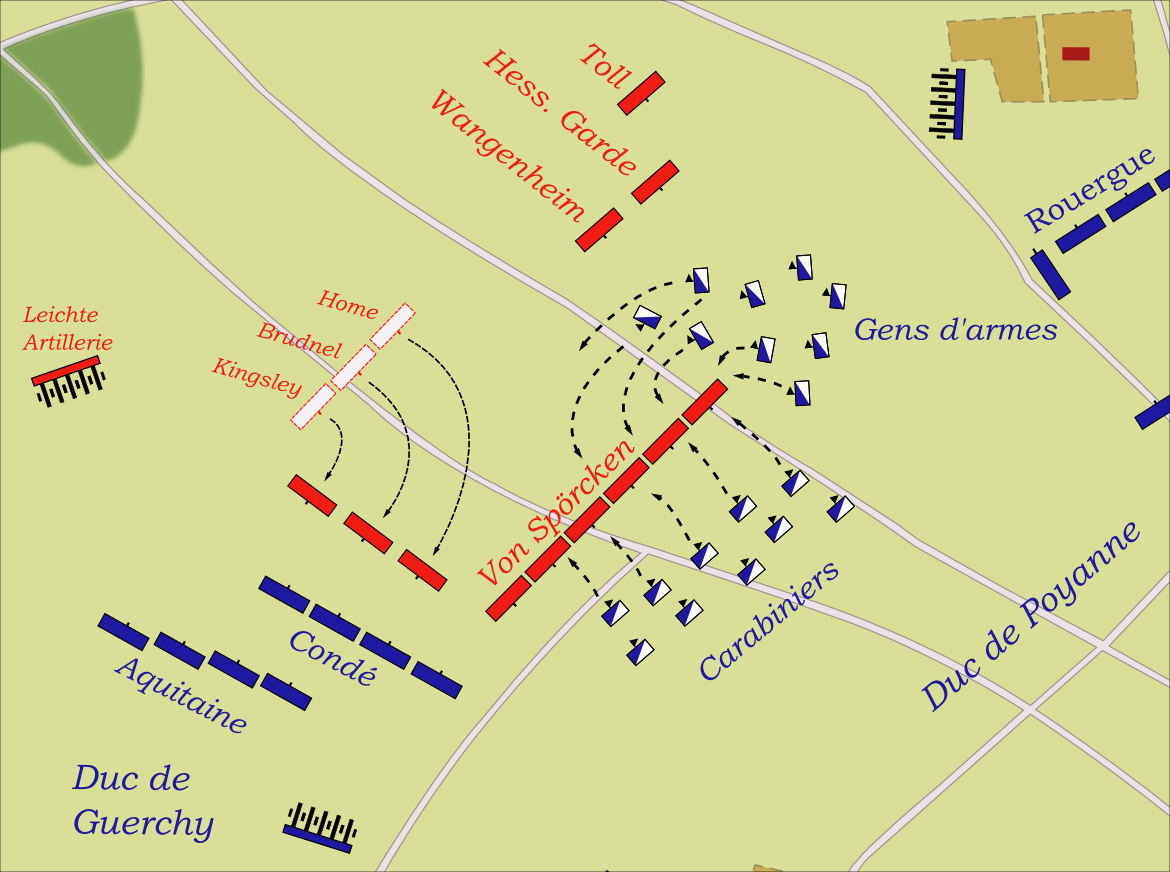
Details der Schlacht bei Minden mit Truppenstellung von von Spörcken

Als bei Beginn des Feldzuges vom Jahre 1759 der Herzog mit dem Hauptteil des Heeres sich nach Hessen wandte, ließ er von Spörcken mit der „kleinen Armee“ zur Deckung von Westfalen zurück; in der glorreichen Schlacht bei Minden (1. August) aber war dieser wieder mit dem Hauptheer vereinigt und von Spörcken gehörte zu den Führern, denen in einer Generalorder vom 2. August der Herzog besonders seine „Hochachtung und Danksagung temoignirte“. Der von ihm befehligten 3. Kolonne gehörte die Mehrzahl der Bataillone an, deren tapferes Verhalten der Bericht des Marschalls de Contades mit den Worten anerkannte: « J’ai vu ce qu’on ne vit jamais, une seule ligne d’infanterie percer et culbuter trois lignes de cavalerie, rangées en bataille. » Von Spörcken nahm dann an den kriegerischen Vorgängen in Hessen Teil und rückte von hier mit 15 Bataillonen und 16 Schwadronen in Winterquartiere in das Münsterland ab.
Die Behauptung von Westfalen nebst der Deckung der niederen Weser und dem Freihalten der Verbindung mit England war die Aufgabe, welche ihm im Jahr 1760 zufiel. Es wurde ihm zu diesem Ende wieder die „kleine Armee“ unterstellt, aus 22 Bataillonen, 22 Schwadronen, 44 schweren Geschützen und 4000 Mann leichter Truppen, im ganzen etwa 24.000 Mann, bestehend. Bülow, des Herzogs Generaladjutant, stand ihm zur Seite; an seinen Rat verwies der Herzog von Spörcken in einer langen, letzterem gegebenen Instruktion, welche anheimgab, sich auf die Defensive zu beschränken. Er hätte Bülow gern selbst behalten, aber, « il est indispensablement nécessaire de laisser un homme de confiance chez Spoercken ». Der Herzog stand während dieser Zeit in Hessen dem vom Main aus operierenden Broglie gegenüber. Als letzterer seine Vereinigung mit dem vom Rhein kommenden Saint-Germain bewerkstelligt hatte, wurde von Spörcken wieder an die große Armee herangezogen; am 13. Juli stieß er bei Landau im Waldeckschen zu dieser. Es folgten nun mehrere blutige Gefechte, an denen von Spörcken Anteil hatte; es ist darunter namentlich der von dem Erbprinzen von Braunschweig und ihm am 31. Juli in der Schlacht bei Warburg davongetragene Sieg zu nennen. Der Herzog erhielt dadurch die Möglichkeit, die Linie der Diemel zu behaupten, von Spörcken befehligte in dieser Stellung das erste Treffen, das Gros der Armee, und übernahm, als der Herzog sich Ende November gegen Göttingen wandte, den Oberbefehl des dort verbleibenden Armeekorps, bei welchem indes nichts Bemerkenswertes vorfiel.
Während des Winters 1760–61 ward von Spörcken an Stelle des verstorbenen Generals von Sommerfeld zum Chef des Garderegiments ernannt. Das Kriegsjahr 1761 begann für ihn mit einem Sieg, welchen er gemeinsam mit dem preußischen General von Syburg am 15. Februar über Franzosen und Sachsen bei Langensalza erfocht. Das Gefecht war ein Glied in einer Reihe von Unternehmungen, durch die der Herzog den Gegner aus Hessen zu vertreiben hoffte. Da der Plan fehlschlug, kehrten die Truppen an die Diemel und die Weser zurück; der Feldzug nahm erst im Juni von neuem seinen Anfang. Als der Herzog sich dann nach Westfalen wandte, ließ er von Spörcken mit 13000 Mann zurück; im Juli wurde dieser auch dorthin gezogen, nahm jedoch an der Schlacht bei Vellinghausen nicht teil. Später befehligte von Spörcken wieder an der Weser. Hier wurde der unter von Spörcken kommandierende braunschweigische General von Mannsberg in der Nacht vom 13. auf den 14. Sept. bei Neuhaus im Sollinge von den Franzosen überfallen. Der Herzog maß von Spörcken die Schuld bei, weil dieser die erhaltenen Befehle zu wörtlich genommen habe, und gab ihm seine Unzufriedenheit in verletzender Form zu erkennen. Jetzt bat von Spörcken den König, ihn vom ferneren Dienste im Felde zu dispensiren. Er begründete sein Gesuch damit, dass er „ungehört mit unverdienten Reprochen belegt worden sei und diese durch die Hand eines Canzlisten gegangen wären“. Der Herzog erteilte ihm die Erlaubnis, sich vorläufig nach Hameln begeben zu dürfen und versicherte ihn bei dieser Gelegenheit seiner « amitié sincère, non equivoque et nun simulée ». Der Zwist wurde beigelegt. In welcher Weise es geschehen, ist nicht bekannt. In den hannoverschen Kriegsakten befindet sich nur ein Schreiben Königs Georg’s III. vom 27. Oktober, in welchem dieser dem General seine Genugtuung über den Entschluss, wieder Dienst zu tun, ausspricht. In der Tat hatte letzterer im November den Befehl von Truppen übernommen, welche in Westfalen in Winterquartieren lagen, und in der Ordre de Bataille für den Feldzug des nächsten Jahres erscheint er als Kommandeur des ersten Treffens der Infanterie bei der Großen Armee; wenn letztere in Treffen marschierte, so hatte er die erste Kolonne zu befehligen. Den Oberbefehl auf gesonderten Kriegsschauplätzen übertrug der Herzog lieber dem Erbprinzen. Spörckens Verhalten in der am 24. Juni gelieferten Schlacht von Wilhelmsthal wird ein ähnlicher Vorwurf gemacht, wie er ihn in Krefeld erfahren hatte; Mangel an energischem Eingreifen seinerseits war auch hier schuld, dass die Erfolge der eigenen Partei nicht hinreichend ausgebeutet wurden, der Sieg nicht genügend Früchte trug. Es war der letzte Kampf, an welchem von Spörcken teilnahm.
Der Krieg war mit Schluss des Jahres zu Ende. Am 23. Dezember übergab der Herzog, nachdem am 15. November ein Waffenstillstand den Feindseligkeiten ein Ende gemacht hatte das Oberkommando an von Spörcken und verließ das Heer; letzterer führte am Anfang des Jahres 1763 die hannoverschen Truppen in ihre Heimat zurück und nahm selbst seinen Wohnsitz in Hannover, wo er auch Gouverneur war.

### Nachkriegszeit
1764 war er zum Feldmarschall und in aller Form zum kommandierenden General über sämtliche deutsche Truppen seiner königlichen Majestät von Großbritannien und kurfürstlichen Durchlaucht zu Braunschweig und Lüneburg ernannt, als welcher er schon seit Sommerfelds am 12. Oktober 1760 erfolgten Todes tätig gewesen war. Von Spörcken entfaltete in dieser Stellung eine umfassende Wirksamkeit. Die Überführung des starken Aufgebotes an Kräften, das der Krieg veranlasst hatte, auf einen sehr verringerten Friedensstand und die Aufstellung einer Miliztruppe, deren Vorhandensein die Mängel des letzteren ausgleichen sollte; der Erlass neuer taktischer Vorschriften auf Grund der im Feld gemachten Erfahrungen durch Herausgabe eines Exerzierreglements für die Infanterie im Jahr 1764, für die Kavallerie im Jahr 1766; die durch Veranstaltung mannigfacher Übungen gekennzeichnete Fürsorge für die Ausbildung der Artillerie; die Verfügung, dass der Ersatz an Pferden tunlichst im eigenen Lande beschafft werden solle; die Herausgabe neuer Haushaltsreglements für Infanterie und Kavallerie; die Errichtung der Michaelis 1762 durch ihn zu Stande gebrachten Offizierswitwenkasse und einer Sparkasse für die Kinder gefallener Unteroffiziere und Soldaten bekunden Spörckens vielseitige, erfolgreiche Tätigkeit.

## Tod

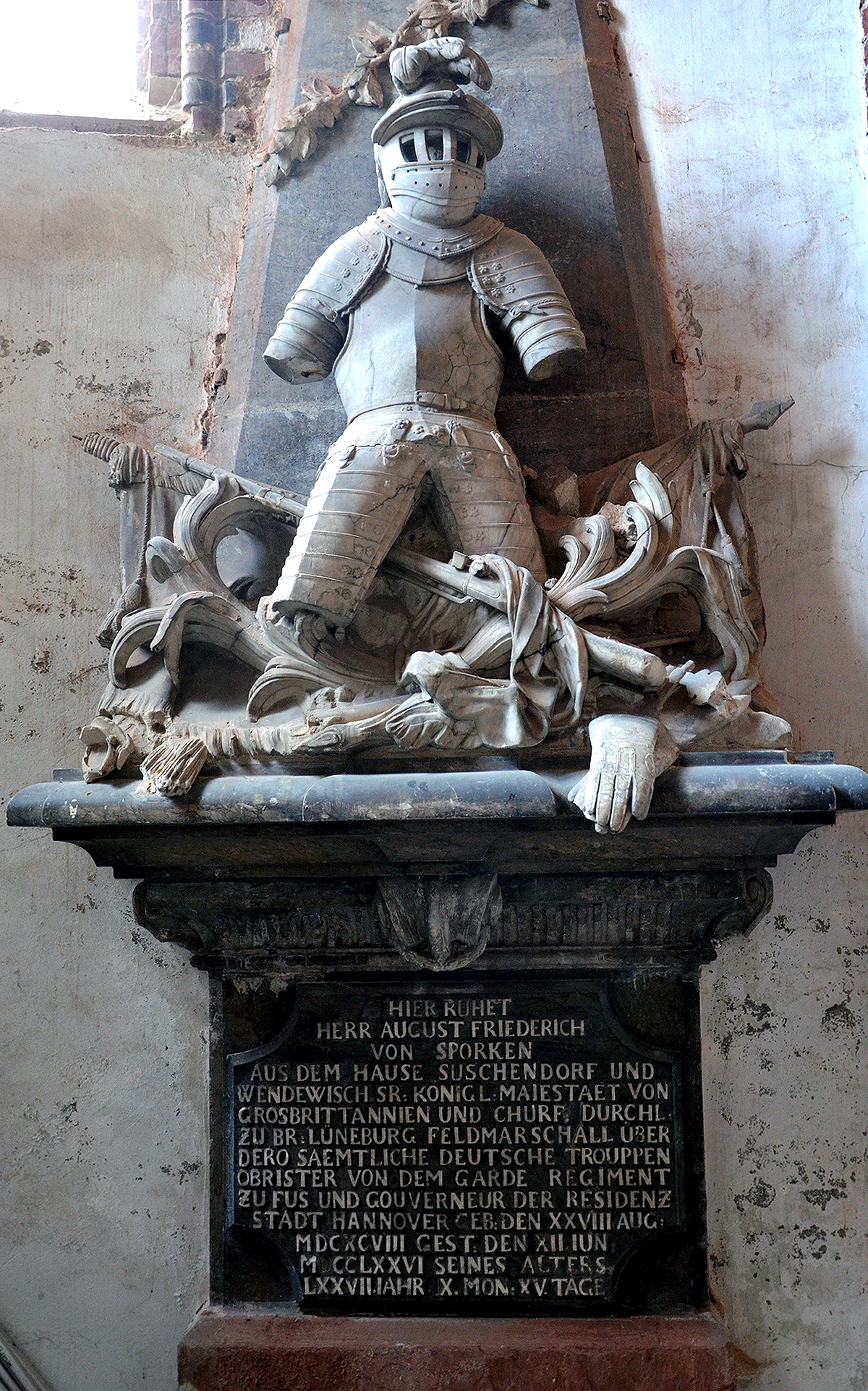
Grabmal eines noch unidentifizierten Bildhauers für von Spörcken in der Christuskirche in Hannover

Von Spörcken starb zu Hannover in der Nacht vom 12. auf 13. Juni 1776; seine Beisetzung erfolgte am 11. Juli mit großem Gepränge, von welchem die bei Sichart abgedruckte Disposition des Leichencondukts und die vom ersten Trauermarschall Graf Oeynhausen gelegentlich der Beisetzung gehaltene Parentation (gedruckt und zu haben bei H. M. Pockwitz, Buchdrucker in Hannover) Zeugnis ablegen.
Sein Grabmal findet sich heute in der Christuskirche in Hannover; ein Epitaph in der Arkadenhalle des Engesohder Friedhofs.

## Ehrungen
Die 1928 im hannoverschen Stadtteil Ledeburg angelegt Spörckenstraße ehrt den Feldmarschall mit ihrer Namensgebung.